# Список островов, разделённых между странами
Большинство островов принадлежат одной стране либо не принадлежат никакой. Этот список включает те немногие острова, чья территория поделена государственной границей между двумя или более странами.

## Морские острова
| Остров                                 | Площадь, км² | Страны | Карта |
| -------------------------------------- | ------------ | --- | ----- |
| Новая Гвинея                           | 785 753      | Индонезия (53.5 %) Папуа — Новая Гвинея (46.5 %) |       |
| Калимантан (Борнео)                    | 748 168      | Индонезия (73 %) Малайзия (26 %) Бруней (1 %) |       |
| Ирландия                               | 81 638       | Ирландия (83 %) Великобритания (17 %) |       |
| Гаити                                  | 73 929       | Доминиканская Республика (65 %) Гаити (35 %) |       |
| Огненная Земля                         | 47 992       | Чили (56 %) Аргентина (44 %) |       |
| Тимор                                  | 28 418       | Индонезия (53 %) Восточный Тимор (47 %) |       |
| Кипр                                   | 9 234        | Де-юре Кипр (97 %) · Суверенные военные базы Акротири и Декелия (3 %) · Де-факто · Кипр (60 %) · Северный Кипр (35 %) · Суверенные военные базы Акротири и Декелия (3 %) · Буферная зона ООН на Кипре (2 %) |       |
| Себатик                                | 452,2        | Индонезия Малайзия |       |
| Узедом                                 | 445          | Германия (79 %) Польша (21 %) |       |
| Остров Святого Мартина                 | 91,9         | Франция (61 %) Нидерланды (39 %) |       |
| Ханс                                   | 1,3          | Дания (60 %) Канада (40 %) |       |
| Катая                                  | 0,71         | Финляндия Швеция |       |
| Искусственный остров Мост короля Фахда | 0,66         | Саудовская Аравия Бахрейн |       |
| Меркет                                 | 0,03         | Финляндия (50 %) Швеция (50 %) |       |
| Койлуото                               | < 0,03       | Финляндия (>50 %) Россия (<50 %) |       |
| Новая Земля                            |              | Украина (>50 %) Румыния (<50 %) |       |

## Озёрные острова
- Трериксрёсет — стык границ Норвегии, Швеции и Финляндии, расположенный в 10 метрах от берега озера Голдаярви и представляющий собой искусственный остров.[8]
- Между США и Канадой:
  - Остров Провинс в озере Мемфремейгог, между Квебеком (91 %) и Вермонтом (9 %)[9]
  - 2 острова в озере Баундари[англ.], между Северной Дакотой и Манитобой.
- Между Норвегией и Россией:
  - В озере Контиоярви: Стуре-Гренсехолмен[10]
  - В озере Гренсеватн: Коркеасааре и безымянный остров[11]
- Между Финляндией и Россией:
  - Эйккяанниеми (фин. Äikkäänniemi) в озере Нуйямаанъярви (фин. Nuijamaanjärvi)[12]
  - Суурсаари и небольшой безымянный остров в озере Юля-Тирья (фин. Ylä-Tirja)[13]
  - Острова Тарраассийнсаари (фин. Tarraassiinsaari), Хяркясаари (фин. Härkäsaari) и Китеэнсаари (фин. Kiteensaari) в озере Виксинселькя[14][15]
  - Раясаари (фин. Rajasaari) в озере Коккоярви[16]
  - Калмасаари (фин. Kalmasaari) в озере Каменное[17]
  - Варпосаари (фин. Varposaari) в озере Хиетаярви[18]
  - Парваярвенсаари (фин. Parvajärvensaari) в озере Парваярви (фин. Parvajärvi)[19]
  - Кеухкосаари (фин. Keuhkosaari) в озере Пюхарин (Пукариярви фин. Pukarijärvi)[20][21]
  - Сийхеойянсуусаари (фин. Siiheojansuusaari) и Тоссенсаари (фин. Tossensaari) в озере Онкамоярви.[22]
- Между Финляндией и Норвегией:
  - Остров в озере Кивисариярви (фин. Kivisarijärvi/северносаам. Keđgisualuijävri)[23]
  - Остров на юго-восточной границе с меткой 347A[24]
- Между Швецией и Норвегией:[25]
  - Хисё (швед. Hisön/ Хисёйа норв. Hisøya) в озере Северное Корншё (швед. Norra Kornsjön/норв. Nordre Kornsjø)[26]
  - Куллехольм (швед. Kulleholmen)/Кальхольм (норв. Kalholmen) и Тагхольм (швед. Tagholm)/Токехольм (норв. Tåkeholmen) в озере Южное Букшё (швед. Södra Boksjön/норв. Søndre Boksjø)[27]
  - Сальхольм (Salholmen), Мосвикёйа (Mosvikøya) и Троллё (Trollön) в озере Стуре-Ле (Store Le)[28]
  - Остров в озере Танншё (норв. Tannsjøen/швед. Tannsjön)[29]
  - Линнехольмене (Linneholmene) в озере Хельгешё (Helgesjö)[30]
  - Енсёйа (Jensøya) в озере Хольмшё (Holmsjøen)[31]
  - Стурёйа (Storøya) в озере Утгардшё (Utgardsjøen)[32]
  - Фалльшёхольм (Fallsjøholmen) в озере Фалльшё (Fallsjøen)[33]
  - Остров в озере Крукшё (Kroksjøen)[34]
  - Остров в озере Вуншё (Vonsjøen)[35]
  - Остров в озере Скурлальсшё (Skurdalssjøen/Kruehkiejaevrie)[36]
  - Остров в озере на высоте 710 м на реке Гихцийока[37]
  - Три острова в Чоарвеяври (северносаам. Čoarvejávri)[38]
- Между Литвой и Белоруссией:
  - Сосновец и безымянный остров в озере Дрисвяты (Друкшяй, лит. Drūkšiai)[39][40]
- Между Великобританией и Ирландией:
  - Поллатауни в озере Лох-Вирти.[41]
- Между Эфиопией и Джибути:
  - Остров у мыса Алеилоу на озере Аббе[42]
- Граница между Австрией и Венгрией проходит по озеру Нойзидлер-Зе, где уровень воды иногда меняется и создаёт острова, разделённые государственной границей.
- Государственная граница между Узбекистаном и Казахстаном проходит по полуострову Возрождения, который до 2001 года был островом.

## Речные острова
- Остров на реке Мозель рядом с Шенгеном — в основном во Франции, по кондоминиуму реку Мозель делят Люксембург и Германия.[43]
- Остров Большой Уссурийский при впадении реки Уссури в Амур — между Китаем и Россией.
- Большой остров на реке Аргунь — между Китаем и Россией.
- Остров Корокоро[англ.] в дельте реки Барима — разделён между Венесуэлой и Гайаной[44]
- Остров Сан-Хосе на реке Риу-Негру — между Колумбией и Бразилией.[45]
- В нижнем течении Ганга[46], Тисты[47] и Брахмапутры[48], ближе к дельте Ганга, имеется множество рукавов, которыми суша делится на малые островки[49]. Они могут быть сравнительно большими и сезонно заселёнными. Некоторые из них находятся на границе между Индией (Ассам и Западная Бенгалия) и Бангладеш.
- Остров, обозначенный буквой «Q» на картах реки Марица — между Грецией и Турцией.[50]
- Остров на реке Уутуанйоки (фин. Uutuanjoki — между Финляндией и Норвегией.[51]
- Остров на реке Вадет (норв. Vadet) рядом с Тунншё (норв. Tunnsjø) — между Норвегией и Швецией.[52]
- Остров Фазанов находится в совместном владении Испании и Франции. Остров переходит раз в полгода одной из сторон.